# سكان لاوس
ديموغرافيا لاوس أو تركيبة سكان لاوس تركيبة السكان في لاوس غير مؤكد حكوميا لانه الحكومة تقسم السكان الي ثلاث مجموعات وفقا للعلو الساكنين فيه، لاوس هو بلد مختلف العرقيات ويحتفظ بأصغر متوسط سكان في منطقة جنوب شرق آسيا حيث يبلغ المتوسط 19. 3 سنه، ويقدر عدد السكان بـ6.8 مليون نسمة مما يضعها في المرتبة 104 عالميا حسب التعداد السكاني ويجعلها أولا بأقل الدول تعدادا للسكان في جنوب شرق اسيا، أغلب السكان يعيشون حول نهر ميكونغ وروافدة وتعتبر العاصمة فيينتيان أكبر مدينة تشكل عرقية لاوس ما يقارب 55% وهي المجموعة العرقية المسيطرة سياسيا وثقافيا بينما يشكل الخمير 11% من السكان والهمونغ 8%، والفيتناميون 2% بينما تشكل حوالي 100 عرقية اخري من الاقليات المنتشرة في لاوس

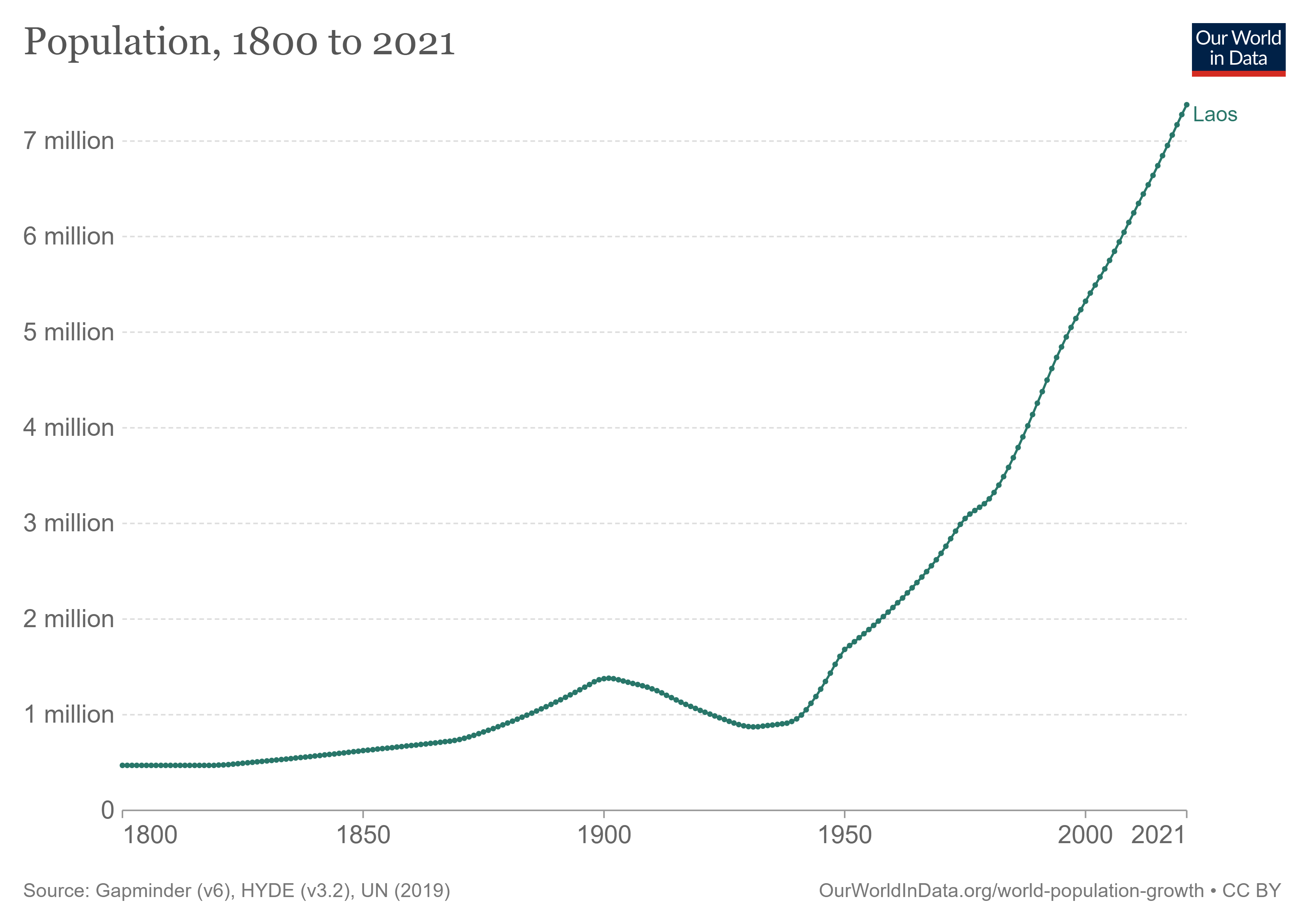
التركيبة السكانية في لاوس، بيانات منظمة الأغذية والزراعة، عام 2005.

## احصائيات السكان
الإحصائيات التالية مأخوذة من كتاب حقائق العالم :
السكان: 6,834,942 (يوليو 2009 تخمين)
الفئات العمرية:

0-14 سنين: 40.8% (ذكور 1,400,126/اناث1,386,480)

15-64 سنين: 56.1% (ذكور 1,898,995/اناث 1,936,892)

أكبر من 65 عام: 3.1% (اناث 92,070/اناث 120,379) (2009 تخمين.)
 معدل النمو السكاني :  2.316 ٪ (2009 تخمين)
معدل المواليد : 33.94 ولادة / 1،000 سكان (2009 تخمين)
معدل الوفيات :  10.76 وفاة / 1،000 سكان (2009 تخمين.)
الجنس:

عند الولادة: 1.05 ذكور/اناث

تحت15 عام: 1.01 ذكور/اناث

15-64 عام: 0.98 ذكور/اناث

أكبر من 65 عام: 0.76 ذكور/اناث

مجموع السكان: 0.98 ذكور/اناث(2009 تخمين.)
 معدل وفيات الرضع : 77.82 وفيات/1,000 (2009 تخمين.)